# Sulejman Hafizadić
Sulejman Hafizadić, (Travnik, 1887. – 1941.), bh.srpski liječnik i političar.

## Životopis
Rođen je u Travniku. Bio je prvi liječnik iz Travnika koji se školovao u Beču i Carigradu. Vlasnik Hafizadića kuća, kupljene 1875. od mađarskog liječnika Kolontaja (Gabor Galantay). bjegunca nakon sloma mađarske revolucije 1848. koji je ordinaciju otvorio u Travniku i 1858. podigao ovu kuću, prvu kuću podignutu u srednjoeuropskom stilu u ovom gradu. Bio je musliman srpske nacionalne orijentacije. Član Narodne radikalne stranke do 1929. godine. Na skupštinskim izborima 1935. izabran u Skupštinu iz u travničkom kotaru, Drinska banovina na vladinoj listi Bogoljuba Jevtića. Poslije izbora bio je pristaša Ace Stanojevića i Glavnog odbora Narodne radikalne stranke i u oporbi je prema JRZ-u.
Muslimansko društvo Gajret je nastojao ojačati si utjecaj u vakufsko-mearifskom vijeću, jer to je bilo važno uporište Jugoslavenske muslimanske organizacije. Nakon što je uvedena Šestosiječanjska diktatura, tadašnji veliki župan mostarske oblasti i predsjednik Gajreta Avdo Hasanbegović, sastavio je elaborat i dostavio ga premijeru P. Živkoviću. Predsjedniku vlade sugerirao je da ako želi doista razbiti i ukloniti utjecaj JMO među muslimanima, mora pod prvo raspustiti vakufsko-mearifska povjerenstva preko kojih JMO i dalje organizirano djeluje. Elaborat je sačinjavao detaljan plan razbijanja JMO u mostarskoj oblasti. Gajret je ojačao utjecaj u tom vijeću nakon što je reorganizirana Islamske vjerska zajednica, a u vijeće su ušli 
Avdo Hasanbegović, Esad-beg Alibegović, Osman Redžić, Suljaga Salihagić, Sulejman Hafizadić, dr. Ibrahim Hadžiomerović i Hamid Kukić.